# Cyerce orteai
Cyerce orteai is een slakkensoort uit de familie van de Hermaeidae. De wetenschappelijke naam van de soort is voor het eerst geldig gepubliceerd in 2000 door Valdés & Camacho-Garcia.